# Seznam států podle státního zřízení
Tento seznam států světa podle státního zřízení ukazuje státní zřízení a formy vlády zahrnuje 193 členských států OSN, dvou pozorovatelských států OSN a 12 dalších území jejichž postavení jako státu je sporné.
Seznam vychází z psané ústavy jednotlivých států. Skutečný systém vlády se může výrazně lišit od deklarovaného systému.

## Mapa
Republiky
     Monarchie
     Diktatury
     Další

## Seznam

### Členské a pozorovatelské státy OSN
|  | Stát                           | Ústavní zřízení       | Hlava státu      | Základ legitimity výkonné moci                                               |
|  | ------------------------------ | --------------------- | ---------------- | ---------------------------------------------------------------------------- |
|  | Afghánistán                    | přechodné             |                  |                                                                              |
|  | Albánie                        | republika             | reprezentativní  | vláda musí mít důvěru parlamentu                                             |
|  | Alžírsko                       | republika             | výkonná          | prezident je nezávislý na moci zákonodárné; vláda musí mít důvěru parlamentu |
|  | Andorra                        | konstituční monarchie | reprezentativní  | vláda musí mít důvěru parlamentu                                             |
|  | Angola                         | republika             | výkonná          | prezident je nezávislý na moci zákonodárné                                   |
|  | Antigua a Barbuda              | konstituční monarchie | reprezentativní  | vláda musí mít důvěru parlamentu                                             |
|  | Argentina                      | republika             | výkonná          | prezident je nezávislý na moci zákonodárné                                   |
|  | Arménie                        | republika             | výkonná          | prezident je nezávislý na moci zákonodárné                                   |
|  | Austrálie                      | konstituční monarchie | reprezentativní  | vláda musí mít důvěru parlamentu                                             |
|  | Ázerbájdžán                    | republika             | výkonná          | prezident je nezávislý na moci zákonodárné                                   |
|  | Bahamy                         | konstituční monarchie | reprezentativní  | vláda musí mít důvěru parlamentu                                             |
|  | Bahrajn                        | konstituční monarchie | výkonná          | panovník osobně vykonává moc v souladu s dalšími institucemi                 |
|  | Bangladéš                      | republika             | reprezentativní  | vláda musí mít důvěru parlamentu                                             |
|  | Barbados                       | republika             | reprezentativní  | vláda musí mít důvěru parlamentu                                             |
|  | Belgie                         | konstituční monarchie | reprezentativní  | vláda musí mít důvěru parlamentu                                             |
|  | Belize                         | konstituční monarchie | reprezentativní  | vláda musí mít důvěru parlamentu                                             |
|  | Benin                          | republika             | výkonná          | prezident je nezávislý na moci zákonodárné                                   |
|  | Bělorusko                      | republika             | výkonná          | prezident je nezávislý na moci zákonodárné                                   |
|  | Bhútán                         | konstituční monarchie | výkonná          | panovník osobně vykonává moc v souladu s dalšími institucemi                 |
|  | Bolívie                        | republika             | výkonná          | prezident je nezávislý na moci zákonodárné                                   |
|  | Bosna a Hercegovina            | republika             | reprezentativní  | vláda musí mít důvěru parlamentu                                             |
|  | Botswana                       | republika             | výkonná          | prezident a vláda musí mít důvěru parlamentu                                 |
|  | Brazílie                       | republika             | výkonná          | prezident je nezávislý na moci zákonodárné                                   |
|  | Brunej                         | absolutní monarchie   | výkonná          | veškerou moc má absolutní vládce                                             |
|  | Bulharsko                      | republika             | reprezentativní  | vláda musí mít důvěru parlamentu                                             |
|  | Burkina Faso                   | republika             | výkonná          | prezident je nezávislý na moci zákonodárné; vláda musí mít důvěru parlamentu |
|  | Burundi                        | republika             | výkonná          | prezident je nezávislý na moci zákonodárné                                   |
|  | Čad                            | republika             | výkonná          | prezident je nezávislý na moci zákonodárné                                   |
|  | Černá Hora                     | republika             | reprezentativní  | vláda musí mít důvěru parlamentu                                             |
|  | Česko                          | republika             | reprezentativní  | vláda musí mít důvěru parlamentu                                             |
|  | Čína                           | republika             | výkonná          | moc je v ústavě spjata s jedinou politickou stranou                          |
|  | Dánsko                         | konstituční monarchie | reprezentativní  | vláda musí mít důvěru parlamentu                                             |
|  | Konžská demokratická republika | republika             | výkonná          | prezident je nezávislý na moci zákonodárné; vláda musí mít důvěru parlamentu |
|  | Dominika                       | republika             | reprezentativní  | vláda musí mít důvěru parlamentu                                             |
|  | Dominikánská republika         | republika             | výkonná          | prezident je nezávislý na moci zákonodárné                                   |
|  | Džibutsko                      | republika             | výkonná          | prezident je nezávislý na moci zákonodárné; vláda musí mít důvěru parlamentu |
|  | Egypt                          | republika             | výkonná          | prezident je nezávislý na moci zákonodárné; vláda musí mít důvěru parlamentu |
|  | Ekvádor                        | republika             | výkonná          | prezident je nezávislý na moci zákonodárné                                   |
|  | Eritrea                        | republika             | výkonná          | moc je v ústavě spjata s jedinou politickou stranou                          |
|  | Estonsko                       | republika             | reprezentativní  | vláda musí mít důvěru parlamentu                                             |
|  | Etiopie                        | republika             | reprezentativní  | vláda musí mít důvěru parlamentu                                             |
|  | Fidži                          | republika             | reprezentativní  | vláda musí mít důvěru parlamentu                                             |
|  | Filipíny                       | republika             | výkonná          | prezident je nezávislý na moci zákonodárné                                   |
|  | Finsko                         | republika             | reprezentativní  | vláda musí mít důvěru parlamentu                                             |
|  | Francie                        | republika             | výkonná          | prezident je nezávislý na moci zákonodárné; vláda musí mít důvěru parlamentu |
|  | Gabon                          | republika             | výkonná          | prezident je nezávislý na moci zákonodárné                                   |
|  | Gambie                         | republika             | výkonná          | prezident je nezávislý na moci zákonodárné                                   |
|  | Gruzie                         | republika             | výkonná          | prezident je nezávislý na moci zákonodárné; vláda musí mít důvěru parlamentu |
|  | Německo                        | republika             | reprezentativní  | vláda musí mít důvěru parlamentu                                             |
|  | Ghana                          | republika             | výkonná          | prezident je nezávislý na moci zákonodárné                                   |
|  | Grenada                        | konstituční monarchie | reprezentativní  | vláda musí mít důvěru parlamentu                                             |
|  | Guatemala                      | republika             | výkonná          | prezident je nezávislý na moci zákonodárné                                   |
|  | Guinea                         | republika             | výkonná          | prezident je nezávislý na moci zákonodárné                                   |
|  | Guinea-Bissau                  | republika             | výkonná          | prezident je nezávislý na moci zákonodárné; vláda musí mít důvěru parlamentu |
|  | Guyana                         | republika             | výkonná          | prezident je nezávislý na moci zákonodárné; vláda musí mít důvěru parlamentu |
|  | Haiti                          | republika             | výkonná          | prezident je nezávislý na moci zákonodárné; vláda musí mít důvěru parlamentu |
|  | Honduras                       | republika             | výkonná          | prezident je nezávislý na moci zákonodárné                                   |
|  | Chile                          | republika             | výkonná          | prezident je nezávislý na moci zákonodárné                                   |
|  | Chorvatsko                     | republika             | reprezentativní  | vláda musí mít důvěru parlamentu                                             |
|  | Indie                          | republika             | reprezentativní  | vláda musí mít důvěru parlamentu                                             |
|  | Indonésie                      | republika             | výkonná          | prezident je nezávislý na moci zákonodárné                                   |
|  | Irák                           | republika             | reprezentativní  | vláda musí mít důvěru parlamentu                                             |
|  | Írán                           | republika             | výkonná          | prezident je nezávislý na moci zákonodárné                                   |
|  | Irsko                          | republika             | reprezentativní  | vláda musí mít důvěru parlamentu                                             |
|  | Island                         | republika             | reprezentativní  | vláda musí mít důvěru parlamentu                                             |
|  | Itálie                         | republika             | reprezentativní  | vláda musí mít důvěru parlamentu                                             |
|  | Izrael                         | republika             | reprezentativní  | vláda musí mít důvěru parlamentu                                             |
|  | Jamajka                        | konstituční monarchie | reprezentativní  | vláda musí mít důvěru parlamentu                                             |
|  | Japonsko                       | konstituční monarchie | reprezentativní  | vláda musí mít důvěru parlamentu                                             |
|  | Jemen                          | republika             | výkonná          | prezident je nezávislý na moci zákonodárné                                   |
|  | Jižní Afrika                   | republika             | výkonná          | prezident a vláda musí mít důvěru parlamentu                                 |
|  | Jižní Korea                    | republika             | výkonná          | prezident je nezávislý na moci zákonodárné                                   |
|  | Jižní Súdán                    | republika             | výkonná          | prezident je nezávislý na moci zákonodárné                                   |
|  | Jordánsko                      | konstituční monarchie | výkonná          | panovník osobně vykonává moc v souladu s dalšími institucemi                 |
|  | Kambodža                       | konstituční monarchie | reprezentativní  | vláda musí mít důvěru parlamentu                                             |
|  | Kamerun                        | republika             | výkonná          | prezident je nezávislý na moci zákonodárné                                   |
|  | Kanada                         | konstituční monarchie | reprezentativní  | vláda musí mít důvěru parlamentu                                             |
|  | Kapverdy                       | republika             | reprezentativní  | vláda musí mít důvěru parlamentu                                             |
|  | Katar                          | absolutní monarchie   | výkonná          | veškerou moc má absolutní vládce                                             |
|  | Kazachstán                     | republika             | výkonná          | prezident je nezávislý na moci zákonodárné                                   |
|  | Keňa                           | republika             | výkonná          | prezident je nezávislý na moci zákonodárné                                   |
|  | Kiribati                       | republika             | reprezentativní  | vláda musí mít důvěru parlamentu                                             |
|  | Kolumbie                       | republika             | výkonná          | prezident je nezávislý na moci zákonodárné                                   |
|  | Komory                         | republika             | výkonná          | prezident je nezávislý na moci zákonodárné                                   |
|  | Konžská republika              | republika             | výkonná          | prezident je nezávislý na moci zákonodárné                                   |
|  | Kostarika                      | republika             | výkonná          | prezident je nezávislý na moci zákonodárné                                   |
|  | Kuba                           | republika             | výkonná          | moc je v ústavě spjata s jedinou politickou stranou                          |
|  | Kuvajt                         | konstituční monarchie | výkonná          | panovník osobně vykonává moc v souladu s dalšími institucemi                 |
|  | Kypr                           | republika             | výkonná          | prezident je nezávislý na moci zákonodárné                                   |
|  | Kyrgyzstán                     | republika             | výkonná          | prezident je nezávislý na moci zákonodárné; vláda musí mít důvěru parlamentu |
|  | Laos                           | republika             | výkonná          | moc je v ústavě spjata s jedinou politickou stranou                          |
|  | Lesotho                        | konstituční monarchie | reprezentativní  | vláda musí mít důvěru parlamentu                                             |
|  | Libanon                        | republika             | reprezentativní  | vláda musí mít důvěru parlamentu                                             |
|  | Libérie                        | republika             | výkonná          | prezident je nezávislý na moci zákonodárné                                   |
|  | Libye                          | není k dispozici      | není k dispozici | současný režim nemá žádnou ústavní definici                                  |
|  | Lichtenštejnsko                | konstituční monarchie | výkonná          | panovník osobně vykonává moc v souladu s dalšími institucemi                 |
|  | Litva                          | republika             | reprezentativní  | vláda musí mít důvěru parlamentu                                             |
|  | Lotyšsko                       | republika             | reprezentativní  | vláda musí mít důvěru parlamentu                                             |
|  | Lucembursko                    | konstituční monarchie | reprezentativní  | vláda musí mít důvěru parlamentu                                             |
|  | Madagaskar                     | republika             | výkonná          | prezident je nezávislý na moci zákonodárné; vláda musí mít důvěru parlamentu |
|  | Maďarsko                       | republika             | reprezentativní  | vláda musí mít důvěru parlamentu                                             |
|  | Malajsie                       | konstituční monarchie | reprezentativní  | vláda musí mít důvěru parlamentu                                             |
|  | Malawi                         | republika             | výkonná          | prezident je nezávislý na moci zákonodárné                                   |
|  | Maledivy                       | republika             | výkonná          | prezident je nezávislý na moci zákonodárné                                   |
|  | Mali                           | republika             | výkonná          | prezident je nezávislý na moci zákonodárné; vláda musí mít důvěru parlamentu |
|  | Malta                          | republika             | reprezentativní  | vláda musí mít důvěru parlamentu                                             |
|  | Maroko                         | konstituční monarchie | výkonná          | panovník osobně vykonává moc v souladu s dalšími institucemi                 |
|  | Marshallovy ostrovy            | republika             | výkonná          | prezident a vláda musí mít důvěru parlamentu                                 |
|  | Mauritánie                     | republika             | výkonná          | prezident je nezávislý na moci zákonodárné; vláda musí mít důvěru parlamentu |
|  | Mauricius                      | republika             | reprezentativní  | vláda musí mít důvěru parlamentu                                             |
|  | Mexiko                         | republika             | výkonná          | prezident je nezávislý na moci zákonodárné                                   |
|  | Mikronésie                     | republika             | výkonná          | prezident a vláda musí mít důvěru parlamentu                                 |
|  | Moldavsko                      | republika             | reprezentativní  | vláda musí mít důvěru parlamentu                                             |
|  | Monako                         | konstituční monarchie | výkonná          | panovník osobně vykonává moc v souladu s dalšími institucemi                 |
|  | Mongolsko                      | republika             | reprezentativní  | vláda musí mít důvěru parlamentu                                             |
|  | Mosambik                       | republika             | výkonná          | prezident je nezávislý na moci zákonodárné                                   |
|  | Myanmar (Barma)                | republika             | výkonná          | prezident je nezávislý na moci zákonodárné                                   |
|  | Namibie                        | republika             | výkonná          | prezident je nezávislý na moci zákonodárné                                   |
|  | Nauru                          | republika             | výkonná          | prezident a vláda musí mít důvěru parlamentu                                 |
|  | Nepál                          | republika             | reprezentativní  | vláda musí mít důvěru parlamentu                                             |
|  | Niger                          | republika             | výkonná          | prezident je nezávislý na moci zákonodárné; vláda musí mít důvěru parlamentu |
|  | Nigérie                        | republika             | výkonná          | prezident je nezávislý na moci zákonodárné                                   |
|  | Nikaragua                      | republika             | výkonná          | prezident je nezávislý na moci zákonodárné                                   |
|  | Nizozemsko                     | konstituční monarchie | reprezentativní  | vláda musí mít důvěru parlamentu                                             |
|  | Norsko                         | konstituční monarchie | reprezentativní  | vláda musí mít důvěru parlamentu                                             |
|  | Nový Zéland                    | konstituční monarchie | reprezentativní  | vláda musí mít důvěru parlamentu                                             |
|  | Omán                           | absolutní monarchie   | výkonná          | veškerou moc má absolutní vládce                                             |
|  | Pákistán                       | republika             | reprezentativní  | vláda musí mít důvěru parlamentu                                             |
|  | Palau                          | republika             | výkonná          | prezident je nezávislý na moci zákonodárné                                   |
|  | Palestina                      | republika             | výkonná          | prezident je nezávislý na moci zákonodárné; vláda musí mít důvěru parlamentu |
|  | Panama                         | republika             | výkonná          | prezident je nezávislý na moci zákonodárné                                   |
|  | Papua Nová Guinea              | konstituční monarchie | reprezentativní  | vláda musí mít důvěru parlamentu                                             |
|  | Paraguay                       | republika             | výkonná          | prezident je nezávislý na moci zákonodárné                                   |
|  | Peru                           | republika             | výkonná          | prezident je nezávislý na moci zákonodárné                                   |
|  | Pobřeží slonoviny              | republika             | výkonná          | prezident je nezávislý na moci zákonodárné                                   |
|  | Polsko                         | republika             | reprezentativní  | vláda musí mít důvěru parlamentu                                             |
|  | Portugalsko                    | republika             | výkonná          | prezident je nezávislý na moci zákonodárné; vláda musí mít důvěru parlamentu |
|  | Rakousko                       | republika             | reprezentativní  | vláda musí mít důvěru parlamentu                                             |
|  | Rovníková Guinea               | republika             | výkonná          | prezident je nezávislý na moci zákonodárné                                   |
|  | Rumunsko                       | republika             | výkonná          | prezident je nezávislý na moci zákonodárné; vláda musí mít důvěru parlamentu |
|  | Rusko                          | republika             | výkonná          | prezident je nezávislý na moci zákonodárné; vláda musí mít důvěru parlamentu |
|  | Rwanda                         | republika             | výkonná          | prezident je nezávislý na moci zákonodárné                                   |
|  | Řecko                          | republika             | reprezentativní  | vláda musí mít důvěru parlamentu                                             |
|  | Salvador                       | republika             | výkonná          | prezident je nezávislý na moci zákonodárné                                   |
|  | Samoa                          | republika             | reprezentativní  | vláda musí mít důvěru parlamentu                                             |
|  | San Marino                     | republika             | reprezentativní  | vláda musí mít důvěru parlamentu                                             |
|  | Saúdská Arábie                 | absolutní monarchie   | výkonná          | veškerou moc má absolutní vládce                                             |
|  | Senegal                        | republika             | výkonná          | prezident je nezávislý na moci zákonodárné; vláda musí mít důvěru parlamentu |
|  | Severní Korea                  | republika             | výkonná          | moc je v ústavě spjata s jedinou politickou stranou                          |
|  | Severní Makedonie              | republika             | reprezentativní  | vláda musí mít důvěru parlamentu                                             |
|  | Seychely                       | republika             | výkonná          | prezident je nezávislý na moci zákonodárné                                   |
|  | Sierra Leone                   | republika             | výkonná          | prezident je nezávislý na moci zákonodárné                                   |
|  | Singapur                       | republika             | reprezentativní  | vláda musí mít důvěru parlamentu                                             |
|  | Slovensko                      | republika             | reprezentativní  | vláda musí mít důvěru parlamentu                                             |
|  | Slovinsko                      | republika             | reprezentativní  | vláda musí mít důvěru parlamentu                                             |
|  | Srbsko                         | republika             | reprezentativní  | vláda musí mít důvěru parlamentu                                             |
|  | Středoafrická republika        | republika             | výkonná          | prezident je nezávislý na moci zákonodárné                                   |
|  | Somálsko                       | republika             | reprezentativní  | vláda musí mít důvěru parlamentu                                             |
|  | Surinam                        | republika             | výkonná          | prezident je nezávislý na moci zákonodárné                                   |
|  | Súdán                          | republika             | výkonná          | prezident je nezávislý na moci zákonodárné                                   |
|  | Svatá Lucie                    | konstituční monarchie | reprezentativní  | vláda musí mít důvěru parlamentu                                             |
|  | Svatý Kryštof a Nevis          | konstituční monarchie | reprezentativní  | vláda musí mít důvěru parlamentu                                             |
|  | Svatý Tomáš a Princův ostrov   | republika             | výkonná          | prezident je nezávislý na moci zákonodárné; vláda musí mít důvěru parlamentu |
|  | Svatý Vincenc a Grenadiny      | konstituční monarchie | reprezentativní  | vláda musí mít důvěru parlamentu                                             |
|  | Svazijsko                      | absolutní monarchie   | výkonná          | veškerou moc má absolutní vládce                                             |
|  | Spojené arabské emiráty        | konstituční monarchie | výkonná          | panovník osobně vykonává moc v souladu s dalšími institucemi                 |
|  | Spojené království             | konstituční monarchie | reprezentativní  | vláda musí mít důvěru parlamentu                                             |
|  | Spojené státy americké         | republika             | výkonná          | prezident je nezávislý na moci zákonodárné                                   |
|  | Sýrie                          | republika             | výkonná          | prezident je nezávislý na moci zákonodárné; vláda musí mít důvěru parlamentu |
|  | Šalomounovy ostrovy            | konstituční monarchie | reprezentativní  | vláda musí mít důvěru parlamentu                                             |
|  | Španělsko                      | konstituční monarchie | reprezentativní  | vláda musí mít důvěru parlamentu                                             |
|  | Srí Lanka                      | republika             | výkonná          | prezident je nezávislý na moci zákonodárné                                   |
|  | Švédsko                        | konstituční monarchie | reprezentativní  | vláda musí mít důvěru parlamentu                                             |
|  | Švýcarsko                      | republika             | výkonná          | prezident a vláda musí mít důvěru parlamentu                                 |
|  | Tádžikistán                    | republika             | výkonná          | prezident je nezávislý na moci zákonodárné; vláda musí mít důvěru parlamentu |
|  | Tanzanie                       | republika             | výkonná          | prezident je nezávislý na moci zákonodárné                                   |
|  | Thajsko                        | konstituční monarchie | reprezentativní  | současný režim nemá žádnou ústavní definici                                  |
|  | Togo                           | republika             | výkonná          | prezident je nezávislý na moci zákonodárné                                   |
|  | Tonga                          | konstituční monarchie | výkonná          | panovník osobně vykonává moc v souladu s dalšími institucemi                 |
|  | Trinidad a Tobago              | republika             | reprezentativní  | vláda musí mít důvěru parlamentu                                             |
|  | Tunisko                        | republika             | reprezentativní  | vláda musí mít důvěru parlamentu                                             |
|  | Turecko                        | republika             | reprezentativní  | vláda musí mít důvěru parlamentu                                             |
|  | Turkmenistán                   | republika             | výkonná          | prezident je nezávislý na moci zákonodárné                                   |
|  | Tuvalu                         | konstituční monarchie | reprezentativní  | vláda musí mít důvěru parlamentu                                             |
|  | Uganda                         | republika             | výkonná          | prezident je nezávislý na moci zákonodárné                                   |
|  | Ukrajina                       | republika             | výkonná          | prezident je nezávislý na moci zákonodárné; vláda musí mít důvěru parlamentu |
|  | Uruguay                        | republika             | výkonná          | prezident je nezávislý na moci zákonodárné                                   |
|  | Uzbekistán                     | republika             | výkonná          | prezident je nezávislý na moci zákonodárné                                   |
|  | Vanuatu                        | republika             | reprezentativní  | vláda musí mít důvěru parlamentu                                             |
|  | Vatikán                        | absolutní monarchie   | výkonná          | veškerou moc má absolutní vládce                                             |
|  | Venezuela                      | republika             | výkonná          | prezident je nezávislý na moci zákonodárné                                   |
|  | Vietnam                        | republika             | výkonná          | moc je v ústavě spjata s jedinou politickou stranou                          |
|  | Východní Timor                 | republika             | reprezentativní  | vláda musí mít důvěru parlamentu                                             |
|  | Zambie                         | republika             | výkonná          | prezident je nezávislý na moci zákonodárné                                   |
|  | Zimbabwe                       | republika             | výkonná          | prezident je nezávislý na moci zákonodárné                                   |

### Ostatní státy
|  | Stát           | Ústavní zřízení | Hlava státu     | Základ legitimity výkonné moci                                               |
|  | -------------- | --------------- | --------------- | ---------------------------------------------------------------------------- |
|  | Abcházie       | republika       | výkonná         | prezident je nezávislý na moci zákonodárné                                   |
|  | Jižní Osetie   | republika       | výkonná         | prezident je nezávislý na moci zákonodárné; vláda musí mít důvěru parlamentu |
|  | Kosovo         | republika       | reprezentativní | vláda musí mít důvěru parlamentu                                             |
|  | Arcach         | republika       | výkonná         | prezident je nezávislý na moci zákonodárné                                   |
|  | Podněstří      | republika       | výkonná         | prezident je nezávislý na moci zákonodárné; vláda musí mít důvěru parlamentu |
|  | Severní Kypr   | republika       | výkonná         | prezident je nezávislý na moci zákonodárné; vláda musí mít důvěru parlamentu |
|  | Somaliland     | republika       | výkonná         | moc je v ústavě spjata s jedinou politickou stranou                          |
|  | Tchaj-wan      | republika       | výkonná         | prezident je nezávislý na moci zákonodárné; vláda musí mít důvěru parlamentu |
|  | Západní Sahara | republika       | výkonná         | moc je v ústavě spjata s jedinou politickou stranou                          |

## Svrchované státy

### Republika

#### Prezidentská republika
| - Afghánistán - Angola - Argentina - Benin - Bělorusko - Bolívie - Brazílie - Burundi - Čad - Dominikánská republika - Ekvádor - Filipíny - Gabon - Gambie - Ghana - Guatemala - Guinea - Guyana - Honduras - Indonésie - Írán - Jemen - Jižní Súdán - Jižní Korea - Kamerun - Kazachstán - Keňa - Kolumbie - Komory - Konžská republika |  | - Kostarika - Kypr - Libérie - Malawi - Maledivy - Mexiko - Mosambik - Nikaragua - Nigérie - Palau - Panama - Paraguay - Peru - Pobřeží slonoviny - Rwanda - Seychely - Sierra Leone - USA - Středoafrická republika - Súdán - Tádžikistán - Tanzanie - Turkmenistán - Turecko - Togo - Uganda - Uruguay - Venezuela - Zambie - Zimbabwe |

#### Poloprezidentská republika
| - Alžírsko - Arménie - Ázerbájdžán - Burkina Faso - Konžská demokratická republika - Džibutsko - Francie - Gruzie - Guinea-Bissau - Haiti - Kapverdy - Madagaskar - Mali - Mauritánie |  | - Mongolsko - Namibie - Niger - Palestina - Portugalsko - Rumunsko - Rusko - Svatý Tomáš a Princův ostrov - Senegal - Srí Lanka - Sýrie - Tchaj-wan - Tunisko - Ukrajina |

#### Parlamentní republika
| - Albánie - Bangladéš - Barbados - Bosna a Hercegovina - Bulharsko - Česko - Dominika - Estonsko - Etiopie - Fidži - Finsko - Chorvatsko - Indie - Irák - Irsko - Island - Itálie - Izrael - Kosovo - Kyrgyzstán |  | - Litva - Lotyšsko - Maďarsko - Malta - Mauricius - Moldavsko - Německo - Polsko - Rakousko - Řecko - Samoa - Severní Makedonie - Singapur - Slovensko - Slovinsko - Trinidad a Tobago - Vanuatu |

#### Smíšený systém
| - Botswana - Jižní Afrika - Kiribati - Marshallovy ostrovy - Mikronésie |  | - Myanmar (Barma) - Nauru - San Marino - Surinam - Švýcarsko |

#### Direktoriální republika
- Švýcarsko

### Monarchie

#### Absolutistická monarchie
| - Brunej - Katar - Omán - Saúdská Arábie |  | - Svazijsko - Spojené arabské emiráty - Vatikán |

#### Konstituční monarchie s reprezentativní úlohou panovníka
| - Andorra - Antigua a Barbuda - Austrálie - Bahamy - Belgie - Belize - Dánsko - Grenada - Jamajka - Japonsko - Kambodža - Kanada - Lesotho - Lucembursko |  | - Malajsie - Nizozemsko - Nový Zéland - Norsko - Papua Nová Guinea - Svatá Lucie - Spojené království - Svatý Kryštof a Nevis - Svatý Vincenc a Grenadiny - Šalomounovy ostrovy - Španělsko - Švédsko - Thajsko (vojenská junta) - Tuvalu |

#### Konstituční monarchie s aktivní úlohou panovníka
| - Bahrajn - Bhútán - Jordánsko - Kuvajt |  | - Lichtenštejnsko - Monako - Maroko - Tonga |

### Vláda jedné strany
| - Čína (Komunistická strana Číny) - Eritrea (Lidová fronta za demokracii a spravedlnost) - Kuba (Komunistická strana Kuby) - Laos (Lidová revoluční strana Laosu) |  | - Západní Sahara (Fronta Polisario) - Severní Korea (Korejská strana práce) - Vietnam (Komunistická strana Vietnamu) |

### Teokracie
- Írán
- Vatikán

### Přechodná vláda
- Burkina Faso
- Egypt
- Eritrea
- Libye

### Vojenská junta
- Thajsko

## Státy podle vnitřního uspořádání

### Federace

Federální státy ve světě

| - Argentina (23 provincií a jedno autonomní město Buenos Aires) - Austrálie (šest států a dvě teritoria) - Belgie (3 regiony a 3 jazyková společenství) - Bosna a Hercegovina (2 entity a jeden federální distrikt) - Brazílie ( 26 spolkových států a jeden federální distrikt) - Etiopie (9 spolkových států a dvě samostatné městské oblasti) - Indie (28 spolkových států a 8 spolkových teritorii) - Irák (18 guvernorátů a autonomní Irácký Kurdistán) - Jižní Súdán (28 států) - Kanada (10 provincii a tří spolkových teritorii) - Komory (Nzwani, Ngazidja a Mwali) - Malajsie (13 států a tří federálních teritorii) - Mexiko (31 států a jedno federální území Ciudad de México) |  | - Mikronésie (Chuuk, Kosrae, Pohnpei a Yap) - Nepál (7 provincií dle ústavy z roku 2015) - Německo (16 spolkových zemí) - Nigérie (36 států a jedno federální území hlavního města) - Pákistán (4 provincie, 1 teritoria, 2 autonomní regiony) - Rakousko (devět spolkových zemí) - Rusko (46 oblastí, 22 republik, devět krajů, čtyři autonomní okruhy, tři federální města a jedna autonomní oblast) - Spojené arabské emiráty (sedm emirátů) - Spojené státy americké (50 států, jedno začleněné území a jeden federální distrikt District of Columbia) - Súdán (18 států) - Svatý Kryštof a Nevis (dva státy) - Švýcarsko (26 kantonů) - Venezuela (23 státu, jeden federální distrikt a federální dependence) |

### Státy s přenesenou regionální pravomocí
| - Čína (22 provincií, 5 autonomních oblasti, 4 přímo spravovaná města a 2 zvláštní správní oblasti) - Bolívie (9 autonomních regionů) - Filipíny (obsahují jeden autonomní region) - Francie (18 regionů, 6 z nich má jistý stupeň autonomie) - Indonésie (34 provincii; 5 z nich má speciální postavení) |  | - Itálie (20 regionů; 5 z nich autonomní) - Nizozemsko (4 země) - Portugalsko (2 autonomní regiony) - Spojené království (4 země) - Španělsko (17 autonomních společenství) - Tanzanie (viz: Zanzibar) |

### Unitární státy
viz Unitární stát